# کوره آجر آذرگون
کوره آجر آذرگون یک روستا در ایران است که در دهستان یونسی واقع شده‌است. کوره آجر آذرگون ۱۴ نفر جمعیت دارد.